# Грязнуха (приток Исети)
Грязнуха — река в Свердловской области, протекает в Каменском муниципальном округе. Устье реки находится в 423 км по левому берегу Исети. Длина реки составляет 13 км.
На реке находятся следующие населённые пункты:
- село Большая Грязнуха
- деревня Боёвка
- село Новоисетское (бывшее Малая Грязнуха)

## Данные водного реестра
По данным государственного водного реестра России относится к Иртышскому бассейновому округу, водохозяйственный участок реки — Исеть от города Екатеринбург до впадения реки Теча, речной подбассейн реки — Тобол. Речной бассейн реки — Иртыш.
Код объекта в государственном водном реестре — 14010500612111200002928.